# Fiolhoso
Fiolhoso é uma povoação portuguesa sede da Freguesia de Fiolhoso do Município de Murça, freguesia com 16,26 km² de área e 416 habitantes (censo de 2021), tendo, por isso, uma densidade populacional de 25,6 hab./km².

## Demografia
A população registada nos censos foi:
| Distribuição da População por Grupos Etários | Distribuição da População por Grupos Etários | Distribuição da População por Grupos Etários | Distribuição da População por Grupos Etários | Distribuição da População por Grupos Etários |
| -------------------------------------------- | -------------------------------------------- | -------------------------------------------- | -------------------------------------------- | -------------------------------------------- |
| Ano                                          | 0-14 Anos                                    | 15-24 Anos                                   | 25-64 Anos                                   | > 65 Anos                                    |
| 2001                                         | 83                                           | 63                                           | 286                                          | 171                                          |
| 2011                                         | 40                                           | 34                                           | 216                                          | 162                                          |
| 2021                                         | 28                                           | 28                                           | 163                                          | 197                                          |